# Willy Thaler (Übersetzer)
Willy Thaler, auch Wilhelm Thaler, ist ein literarischer Übersetzer.

## Leben
Willy Thaler übersetzte seit den 1960er Jahren Literatur aus dem Englischen und Amerikanischen unter anderem von Robert Bloch, Stephen Coulter, Agatha Christie, Clive Cussler, Len Deighton, Ian Fleming, John Gardner, Edwin Gilbert, William Bradford Huie, Artur London, John D. MacDonald, Ritchie Perry, Harold Robbins, Frank Gill Slaughter, William Styron. Außerdem aus dem Französischen Georges Blond, Edward de Capoulet-Junac, José Giovanni und Jacques R. Pécheral. Darunter waren Romane wie Der Medicus, Sophies Entscheidung, Der Panther wird gehetzt, Finale in Berlin, Karibische Affäre und die James-Bond-Romane James Bond 007 – Goldfinger, James Bond jagt Goldfinger, Der Mann mit dem goldenen Colt, sowie die Memoiren des Europapolitikers Paul-Henri Spaak. Unter dem Namen Wilhelm Thaler übersetzte er Werke von V. C. Andrews, Alex Comfort, Michael Crichton, Vyvyan Holland, Ted Koppel und Alistair MacLean.
Thaler wurde 1970 Mitglied des Verbandes deutschsprachiger Übersetzer literarischer und wissenschaftlicher Werke.